# Carson McCullers
Carson McCullers   (Columbus, 19 de febrer de 1917 - Nyack, 29 de setembre de 1967) va ser una escriptora estatunidenca. Gràcies a l'èxit de les seues novel·les, especialment El cor és un caçador solitari, és considerada una de les autores més notables del segle xx.

## Vida i obra
El seu vertader nom era Lula Carson Smith, però va renunciar a la primera part del patronímic l'any 1930, per fer-se anomenar senzillamment Carson. Fou la primera filla de Marguerite Waters Smith i del joier Lamar Smith.
Va escriure la seua primera narració curta, Sucker, als 16 anys. Després de fer estudis a la Universitat de Colúmbia i, posteriorment, a la New York University, va publicar, l'any 1936, un relat titulat Wunderkind. Immediatament va començar a treballar en la seua primera novel·la The Heart Is a Lonely Hunter, inicialment titulada El mut (The Mute, en anglès).
L'any 1937 es va casar amb McCullers i es va posar a viure a Charlotte, Carolina del Nord, on va concloure El mut. The Heart Is a Lonely Hunter va ser publicada l'any 1940, quan l'autora tenia 23 anys. L'any següent va aparèixer una segona novel·la, Reflections in a Golden Eye. L'any 1946 va publicar la seua tercera novel·la, Frankie Addams, va conèixer Tennessee Williams i va iniciar un viatge a Europa amb el seu espòs. També era amiga d'Arthur MIller, Marylin Monroe, Isak Dinesen i John Huston. Arran de problemes de salut, va intentar suïcidar-se l'any 1947, i va ser hospitalitzada a Nova York. L'any 1952 es va instal·lar a França amb el seu marit, a Bachivillers, en el departament de l'Oise. L'any següent va tornar als Estats Units després del suïcidi del seu espòs. La seua quarta i darrera novel·la, Clock Without Hands, va ser publicada l'any 1961. Va morir a conseqüència d'una hemorràgia cerebral, el setembre de 1967.

## Vida personal
El 2022, la historiadora i arxivera Jenn Shapland va publicar My Autobiography of Carson McCullers, un assaig basat en la correspondència personal i les transcripcions de les sessions amb la terapeuta Mary E. Mercer. En aquest llibre es defensa que, encara que Carson es va casar dues vegades amb Reeves McCullers, almenys les segones núpcies no van obtenir un consentiment entusiasta per part d'ella.
També defensa Jenn Shapland que Carson era lesbiana, i que totes aquelles dones a qui es referia amb epítets com ara «amiga imaginària», «millor amiga» o, fins i tot, «amada», eren en realitat interessos romàntics. Haver crescut en una família i territori especialment conservador i viure l'era del maccarthisme, a més d'una certa dificultat per a pensar-se a si mateixa, haurien provocat el fet que ella mai s'identifiqués expressament com a lesbiana. La seva forma de vestir, que freqüentés espais queer, com ara la February House, i que alguns dels seus personatges tingueren inclinacions homosexuals, pareix reforçar aquestes asseveracions.
Algunes de les possibles relacions lèsbiques de McCullers que s'assenyalen en aquest llibre són: la professora de piano Mary Tucker, les escriptores Annemarie Schwarzenbach, Elizabeth Bowen i Katherine Anne Porter, així com, ja al final de la seva vida, la terapeuta Mary E. Mercer.

## Obres
- The Heart Is a Lonely Hunter (en català: El cor és un caçador solitari), novel·la, 1940.
- Reflections in a Golden Eye (en català: Reflexos en un ull daurat), novel·la, 1941.
- The Member of the Wedding (en català: Frankie Addams, tr. Jordi Martín Lloret, Empúries, 2009), novel·la, 1946.
- The Ballad of the Sad Cafe (en català: La balada del cafè trist), recull de narracions, 1951.
- Clock Without Hands (en català: Rellotge sense busques i també Rellotge sense agulles) novel·la, 1961.
- Stories, Plays, & Other Writings (en català: Entre la solitud i el somni, tr. Alba Dedeu, L'Altra Editorial, 2017), recull pòstum d'assaigs, 2017.

## Adaptacions cinematogràfiques[2]
- Testimoni de casament (The Member of the Wedding) de Fred Zinnemann (1952) amb Julie Harris.
- Reflections in a Golden Eye de John Huston (1967) amb Elizabeth Taylor, Marlon Brando i Julie Harris.
- The Heart Is a Lonely Hunter de Robert Ellis Miller (1968).
- L'Effrontée de Claude Miller (1985) amb Charlotte Gainsbourg (adaptació de Frankie Addams).